# Hirella gracilis
Hirella gracilis è un pesce estinto, appartenente agli osteostraci. Visse nel Siluriano superiore (circa 419 - 416 milioni di anni fa) e i suoi resti fossili sono stati ritrovati in Norvegia.

## Descrizione
Questo pesce era di piccole dimensioni e raramente raggiungeva i 10 centimetri di lunghezza. I fossili indicano che possedeva un corpo appiattito ventralmente, una grossa testa corazzata, molto allargata e dal margine anteriore arrotondato. Al contrario di animali simili ma più evoluti, come Cephalaspis, erano assenti le corna laterali. L'apertura boccale era prolungata trasversalmente. Erano presenti due pinne dorsali, al contrario di generi simili come Hemicyclaspis, ed erano presenti due pinne pettorali dalla base stretta. Lo scudo cefalico, inoltre, era dotato di piccole piastre ventrali.

## Classificazione
Hirella gracilis venne descritto per la prima volta nel 1911 da Kiaer, sulla base di fossili ritrovati in Norvegia, in terreni risalenti al Pridoli (Siluriano superiore). Lo studioso attribuì i fossili al genere Micraspis, e fu solo nel 1920 che Cossmann istituì il nuovo genere Hirella per questa specie. Hirella è considerato uno dei più arcaici osteostraci, come gli affini Hemicyclaspis e Ateleaspis. 

## Paleobiologia
Hirella con tutta probabilità era un pesce di fondale, che cercava piccole particelle di cibo nei pressi del fondo marino.